# Лукаш Конечни
Лу́каш Коне́чни (чеськ. Lukáš Konečný; 19 липня 1978, Карлові Вари) — найуспішніший чеський професійний боксер, чемпіон Європи за версією EBU (2010—2011) в першій середній вазі, «тимчасовий» чемпіон світу за версією WBO (2012) в першій середній вазі, чемпіон Європи за версією WBO (2013) в середній вазі, учасник Олімпійських ігор, призер чемпіонатів світу.

## Життєпис
Лукаш Конечни ріс в спортивній сім'ї. Він — син Мілана Конечни, колишнього професійного боксера, і молодший брат Ярослава Конечни, теж боксера, учасника Олімпійських ігор.

## Аматорська кар'єра
На чемпіонаті світу 1997 завоював бронзову медаль, здобувши три перемоги і програвши в півфіналі Дорелу Сіміон (Румунія) — 1-12.
На чемпіонаті Європи 1998 здобув одну перемогу, а потім програв знов Дорелу Сіміон — 1-9.
На чемпіонаті світу 1999 завоював бронзову медаль.
- В 1/16 фіналу переміг Майкла Стренджа (Канада) — 4-3
- В 1/8 фіналу переміг Сагіба Багірова (Азербайджан) — 5-0
- В чвертьфіналі переміг Діогенеса Луна (Куба) — 9-7
- В півфіналі програв Мухаммадкадиру Абдуллаєву (Узбекистан) — 2-12

На Олімпійських іграх 2000 Лукаш Конечни програв в першому бою Мухаммеду Аллалу (Алжир) — 9-17.

## Професіонаьна кар'єра
Після Олімпіади 2000 Лукаш Конечни перейшов до професійного боксу. Мав тривалу безпрограшну серію. 2003 року завоював вакантний титул чемпіона Європейського Союзу за версією EBU в першій середній вазі. 10 вересня 2004 року, захищаючи титул чемпіона ЄС, Конечни зазнав першої поразки за очками від іспанця Рубена Варона.
20 вересня 2005 року, нокаутувавши в третьому раунді бразильця Андерсона Клейтона, завоював вакантний титул інтерконтинентального чемпіона за версією WBO в першій середній вазі.
10 березня 2006 року зустрівся в бою за вакантний титул чемпіона Європи за версією EBU в першій середній вазі з італійцем Мішелем Піцирилло і зазнав поразки за очками.
9 травня 2006 року Конечни здобув перемогу одностайним рішенням суддів над до того непереможним хорватом Анте Біличем і завоював вакантні титули інтерконтинентального чемпіона за версіями IBF і WBO.
26 квітня 2008 року вийшов на бій за звання чемпіона світу за версією WBO проти українського чемпіона Сергія Дзиндзирука і програв за очками.
28 березня 2009 року завоював титул чемпіона Європейського Союзу за версією EBU в першій середній вазі.
18 вересня 2010 року, нокаутувавши британця Метью Голла, завоював вакантний титул чемпіона Європи за версією EBU в першій середній вазі.
5 квітня 2012 року, нокаутувавши француза Саліма Ларбі, завоював титул «тимчасового» чемпіона за версією WBO в першій середній вазі і став обов'язковим претендентом на титул чемпіона.
6 жовтня 2012 року Лукаш Конечни вийшов на бій за звання чемпіона світу за версіями WBO і IBO проти чеченця Заурбека Байсангурова і, незважаючи на перевагу в першій половині бою, програв за очками.
23 березня 2013 року Конечни здобув вакантний титул чемпіона Європи за версією WBO в середній вазі, який захистив один раз.
Останню нагоду стати чемпіоном світу Лукаш Конечни втратив 19 квітня 2014 року, програвши чемпіону світу за версією WBO в середній вазі британцю Пітеру Квілліну.